# Shutter Island (Film)
Shutter Island ist ein US-amerikanischer Psychothriller von Martin Scorsese mit Leonardo DiCaprio in der Hauptrolle. Der Film basiert auf dem gleichnamigen Roman des US-amerikanischen Schriftstellers Dennis Lehane.

## Handlung
Der US-Marshal Edward „Teddy“ Daniels untersucht im Jahr 1954 mit seinem neuen Kollegen Chuck Aule das Verschwinden der Patientin Rachel Solando aus dem Ashecliffe Hospital für psychisch gestörte Schwerverbrecher, das auf der Insel Shutter Island vor der Küste von Massachusetts liegt.
Während ein Hurrikan heraufzieht, der eine Rückkehr auf das Festland zunächst unmöglich macht, verfestigt sich bei Daniels der Verdacht, dass auf der Insel geheime Experimente an Patienten durchgeführt werden. Er wird von Albträumen und Halluzinationen geplagt, die sich vor allem um seine verstorbene Ehefrau und Erinnerungen an seine Zeit als US-Soldat im Zweiten Weltkrieg drehen, in dem er an der Befreiung des KZ Dachau beteiligt war. Darüber hinaus verschlimmern sich seine körperlichen Beschwerden, vor allem Kopfschmerzen, Übelkeit und Benommenheit. Von diesen Beschwerden geplagt und aufgrund seiner auf eine Verschwörung hindeutenden Ermittlungen wird er zunehmend paranoid. Die Nachforschungen deuten außerdem darauf hin, dass es neben den 66 registrierten Patienten einen weiteren Patienten gibt, der dort inkognito behandelt wird.
Daniels offenbart Aule, dass er sich aus persönlichen Gründen selbst für den Fall gemeldet habe: Er habe von seinem früheren Studienkollegen George Noyce erfahren, dass die USA, aufbauend auf den Menschenversuchen der Nazis, inzwischen selbst verheerende Experimente an Ahnungslosen durchführen, und wolle die Machenschaften aufdecken. Er habe bereits eine Spur, die nach Shutter Island führt. So sei ebendieser George Noyce wegen politischer bzw. kommunistischer Aktivitäten hier als Patient gelandet und psychisch manipuliert worden. Auch dass der Ausschuss für unamerikanische Umtriebe beschlossen habe, die Klinik zu finanzieren, gebe Hinweise auf einen politischen Hintergrund. Andererseits soll Andrew Laeddis, der Hausmeister von Daniels’ früherem Wohnhaus, Patient in der Klinik sein. Daniels bezichtigt Laeddis, einen Brand in dessen Wohnung gelegt zu haben, bei dem seine Frau starb. Er vermutet, dass Laeddis der 67. Patient ist, und will den Mörder stellen.
Die entflohene Patientin taucht wieder auf, und der Auftrag ist damit eigentlich erledigt. Daniels hat aber bereits viele weitere Indizien für eine Verschwörung gesammelt und ermittelt zunächst mit Aule, dann im Alleingang weiter, da er nach einem Gespräch mit dem tatsächlich in der Klinik einsitzenden Patienten George Noyce auch Aule misstraut.
Schließlich findet er eine andere Frau, anscheinend die echte Rachel Solando, die sich in einer Höhle versteckt hält. Sie erzählt ihm, dass sie früher Ärztin in der Klinik gewesen und dann als Patientin eingewiesen worden sei, nachdem sie Fragen zum wirklichen Wesen der Klinik gestellt hatte. Dort benutze man die inhaftierten Patienten zu Menschenversuchen und arbeite daran, sie mittels Gehirnwäschen, Psychopharmaka und schließlich Neurochirurgie zu nervenlosen, hemmungslos tötungsbereiten Wesen ohne Erinnerung zu machen, die man unter anderem als Agenten im Kalten Krieg einsetzen könne. Sie bezeichnet diese Patienten als „menschliche Monster“. Daniels sei bereits durch heimlich in Getränke und geschenkte Zigaretten gemischte Psychopharmaka von den Ärzten der Klinik vergiftet worden, und seine Halluzinationen seien typische Symptome dafür.
Da Daniels der Meinung ist, das Rätsel um Shutter Island nun gelüftet zu haben, sucht er seinen verschwundenen Kollegen, um ihn davor zu bewahren, als Versuchsobjekt auf der Insel zu bleiben. Er schlägt einen Wachmann nieder und dringt mit dessen Gewehr in den Leuchtturm ein, von dem er vermutet, dass dort die Menschenversuche durchgeführt werden.
Im obersten Raum des größtenteils leerstehenden Leuchtturms trifft Daniels auf den Chefarzt. Dazu erscheint auch der vermisste Aule, der sich aber als der Psychiater Dr. Sheehan vorstellt. Beide verkünden ihm, er selbst sei in Wirklichkeit der wahnkranke und extrem gefährliche 67. Patient Andrew Laeddis, ein ehemaliger Marshal, der an dissoziativer Identitätsstörung leidet. Er sei seit zwei Jahren auf Shutter Island in Behandlung, und Dr. Sheehan sei seit dieser Zeit sein behandelnder Psychiater. Die Therapie mit dem neuen Medikament Chlorpromazin habe nichts gebracht. Zwei Tage lang habe man ihn einem radikalen, innovativen Rollenspiel unterzogen, um so eine transorbitale Lobotomie zu vermeiden, die ihm aufgrund seiner jüngsten Angriffe auf Personal und andere Patienten drohe.
In einem Rollenspiel habe er eine auf Wahnvorstellungen aufgebaute Scheinidentität ausleben sollen, mit der er sich vor einem unerträglichen Trauma schützt: Er hat seine bipolare Ehefrau Dolores erschossen, nachdem diese ihre gemeinsamen drei Kinder im See vor dem eigenen Haus ertränkt hatte. Daniels ist überzeugt, er hätte den Mord an seinen Kindern verhindern können, wenn er rechtzeitig gegen die Krankheit seiner Frau Dolores eingeschritten wäre. Um die unerträgliche Wahrheit zu verdrängen, hat er einen Brand erfunden: Andrew Laeddis, der er selbst nicht mehr sein will, habe den Brand gelegt, und seine Frau sei dabei umgekommen. Rachel Solando ist ein Anagramm des Namens seiner Frau, wie auch Edward Daniels, sein Name als Marshal, ein Anagramm seines tatsächlichen Namens ist.
Seine tote Tochter Rachel sah er daher bei seinen Halluzinationen unter anderem als Opfer des KZ Dachau, an dessen Befreiung er als Soldat tatsächlich teilgenommen hat, und er glaube nur, so die Ärzte, sich zu erinnern, dass er dort Wachleute erschossen habe, nachdem diese sich ergeben hatten. Die Erschießung von SS-Männern bei der Befreiung des KZ Dachau ist historisch belegt, allerdings ist laut Chefarzt unwahrscheinlich, dass Daniels/Laeddis an den Erschießungen beteiligt war. Stattdessen verschiebe er die unerträgliche Erinnerung an die Erschießung seiner Frau nach Dachau und an andere Orte, genau wie sein Zuspätkommen im Angesicht der Leichen seiner Kinder. Ähnlich verdrehe und verschiebe er auch die Erinnerung an George Noyce, den er in Wahrheit brutal angegriffen habe, nachdem dieser ihn „Laeddis“ genannt hat.
Die Begegnung mit der Frau in der Höhle, die für Daniels/Laeddis als Beweis für inhumane Machenschaften galt, sei eine Halluzination gewesen; und seine körperlichen Beschwerden seien nicht auf die Zuführung, sondern vielmehr auf den Entzug von Psychopharmaka zurückzuführen, die er während des Rollenspiels nicht mehr erhalten hat.
Zum Zuhören gezwungen, wehrt sich Daniels/Laeddis heftig gegen diese Enthüllungen und durchlöchert schließlich den Chefarzt mit mehreren Schüssen aus seiner Dienstwaffe. Als dieser jedoch völlig unverletzt bleibt und die Waffe sich als harmlose Spielzeugpistole aus Plastik entpuppt, bricht Daniels/Laeddis bewusstlos zusammen.
In seinem Krankenzimmer erkennt er die Darstellungen der Ärzte als wahr an und lässt seine Erinnerung an eine verdrängte Realität wieder zu. Dadurch hat er nach deren Aussage einen entscheidenden Schritt hin zu seiner möglichen Heilung und somit Entlassung getan. An diesen Punkt sei er allerdings, wie er erfährt, schon früher im Verlauf seiner Therapie gekommen, bevor er wieder in seine Wahnvorstellungen zurückgekehrt sei und jegliche Erinnerung an seine Therapie verdrängt habe. Am Ende wird er eindringlich vor einem weiteren Rückfall gewarnt, denn im Falle eines solchen sei eine Lobotomie unausweichlich.
Am nächsten Tag spricht er seinen Arzt Dr. Sheehan wieder als Polizeipartner Chuck an, so als habe er das Geschehen im Leuchtturm erneut verdrängt. Sheehan signalisiert dies mit einem leichten Kopfschütteln dem wartenden Direktor und den übrigen Ärzten. In diesem Moment setzt sich die Gruppe in Bewegung, und Laeddis/Daniels erkennt chirurgische Instrumente, die ein Pfleger halb verborgen unter einem Tuch versteckt hält. Mit den Worten „Was wäre schlimmer: Zu leben wie ein Monster, oder als guter Mann zu sterben?“ erhebt er sich und geht mit den Pflegern und Ärzten freiwillig davon. Auf die Ansprache „Teddy“ von Dr. Sheehan reagiert Laeddis nicht mehr. In der Schlussszene sieht man eine Einstellung auf den Leuchtturm, was auf den nächsten und radikalsten Schritt für Laeddis/Daniels hindeutet.

## Synchronisation
Die deutsche Synchronfassung entstand bei der Berliner Synchron. Klaus Bickert schrieb das Dialogbuch und Clemens Frohmann führte Regie.
| Rolle                                 | Darsteller         | Synchronsprecher         |
| ------------------------------------- | ------------------ | ------------------------ |
| Edward „Teddy“ Daniels/Andrew Laeddis | Leonardo DiCaprio  | Gerrit Schmidt-Foß       |
| Chuck Aule/Dr. Lester Sheehan         | Mark Ruffalo       | Markus Pfeiffer          |
| Dr. John Cawley                       | Ben Kingsley       | Peter Matic              |
| Dr. Jeremiah Naehring                 | Max von Sydow      | Jürgen Thormann          |
| Dolores Chanal                        | Michelle Williams  | Dascha Lehmann           |
| Rachel Solando 1                      | Emily Mortimer     | Sabine Falkenberg        |
| Rachel Solando 2                      | Patricia Clarkson  | Kerstin Sanders-Dornseif |
| George Noyce                          | Jackie Earle Haley | Torsten Michaelis        |
| Anstaltsleiter                        | Ted Levine         | Ernst Meincke            |
| Deputy McPherson                      | John Carroll Lynch | Stefan Gossler           |
| kleines Mädchen                       | Ruby Jerins        | Pauline Hillebrand       |
| Andrew Laeddis (Vision)               | Elias Koteas       | Erich Räuker             |

## Produktion und Veröffentlichung
Im März 2008 wurde unter Regie von Martin Scorsese und unter Beteiligung seines Unternehmens Sikelia Productions mit der Produktion des Films begonnen. Am 2. Juli waren die Dreharbeiten abgeschlossen. Der Film sollte eigentlich am 2. Oktober 2009 in die Kinos kommen, Paramount Pictures verschob jedoch den Start auf Mitte Februar 2010. Die Weltpremiere feierte der Film auf der Berlinale 2010 am 13. Februar 2010. Deutschlandweit kam der Film am 25. Februar 2010 in die Kinos.
Drehorte waren unter anderem der Acadia-Nationalpark, Boston Harbor und Taunton, Massachusetts.

## Sonstiges

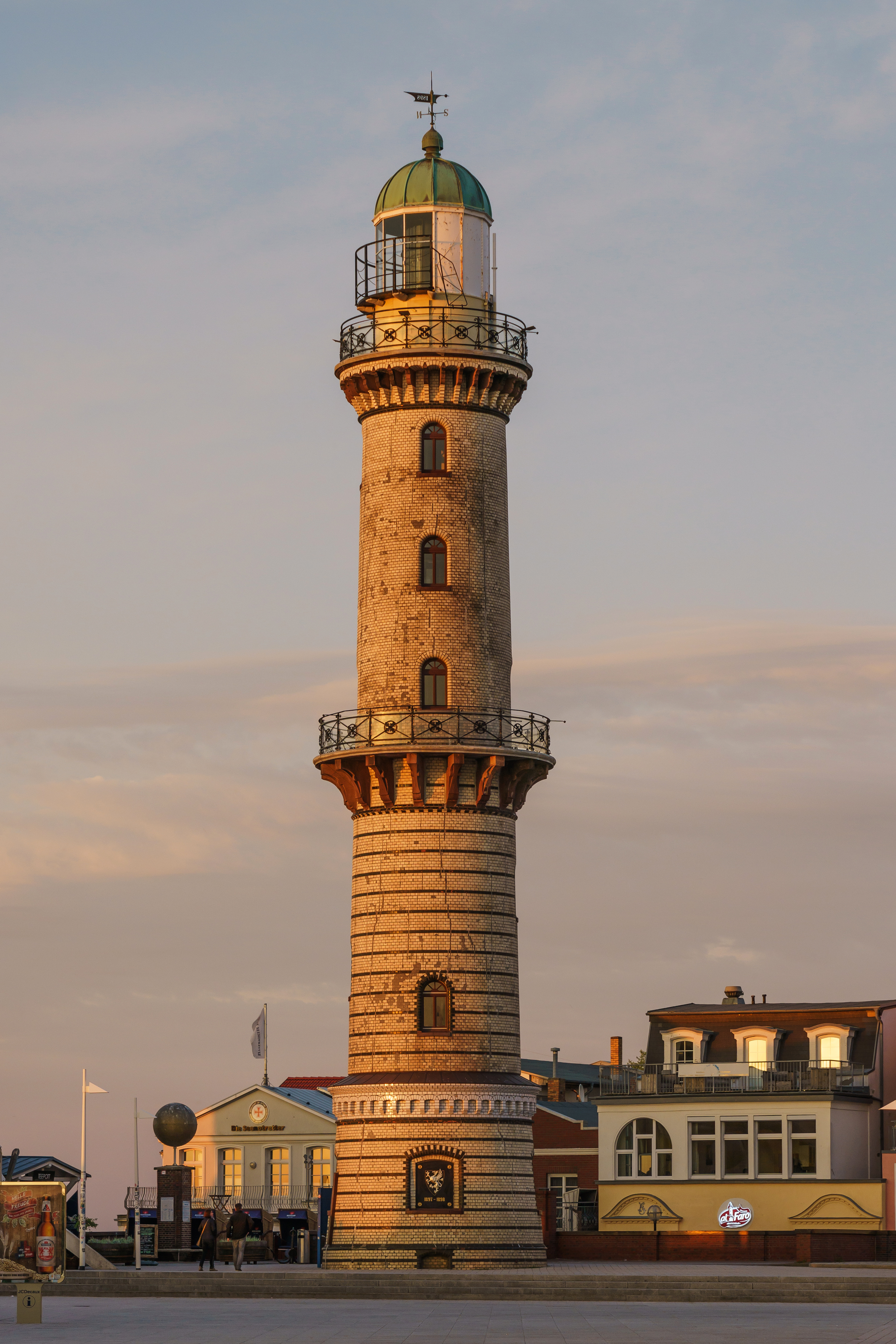
Der Leuchtturm von Warnemünde, der auf dem Filmplakat Verwendung fand.

Auf dem offiziellen Filmplakat ist der Leuchtturm von Warnemünde zu erkennen.
Der Film spielte weltweit ca. 294,8 Millionen US-$ ein, bei einem Budget von ca. 80 Millionen Dollar. Damit ist der Film ein finanzieller Erfolg. Zusammen spielten beide Filme, in denen DiCaprio 2010 mitwirkte – Shutter Island und Inception –, fast 1,2 Milliarden Dollar ein. Dafür erhielt DiCaprio je Film 15 Millionen Dollar sowie Beteiligungen an den Einnahmen und somit insgesamt 77 Millionen Dollar, was ihn zum weltweit bestbezahlten Schauspieler des Jahres 2010 machte.
Vergleichbare Filme mit ähnlicher Handlung sind High Tension von 2003, Das Lazarus-Projekt von 2008, Das geheime Fenster von 2004 und Dream House von 2011. Bereits der 1920 erschienene Film Das Cabinet des Dr. Caligari spielt mit der Auflösung, dass der Protagonist Insasse einer Irrenanstalt ist und die Handlung sich als Ausdruck seines Wahns darstellt.

## Kritik
„Genau wie in Siegfried Kracauers Theorie Von Caligari zu Hitler, nach der sich in dem Film Das Cabinet des Dr. Caligari von 1920 die NS-Herrschaft vorausahnen ließ, führen auch bei Scorsese die Dämonen der Filmgeschichte ein Doppelleben als Dämonen der historischen Wirklichkeit. Alles zu grausam, um wahr zu sein, oder so grausam wie die Wahrheit, die der Fiktion zuliebe geopfert wird. Als würde über die historische Wirklichkeit die Fiktion heilen, damit die Verletzung erst bei Scorsese doppelt wieder aufreißt. […] Scorsese [ist] mit Shutter Island das heimliche Meisterwerk unter seinen Zwischenwerken gelungen. Ein Film vor allem (aber nicht ausschließlich) für Cineasten und eine Wohltat angesichts der vielen Plot-Twists aus Werken der jüngeren Filmgeschichte.“

„Martin Scorseses Shutter Island ist kein Meisterwerk. Oft sind die Einzelteile des Thrillers besser als das Ganze, daran ändert auch die herausragende Kameraarbeit von Robert Richardson und das engagierte Auftreten von Leonardo DiCaprio nichts. Ansonsten gibt es von allem etwas zu viel: Die Cops sind ein bisschen zu abgebrüht, die Anstaltsaltvorderen ein wenig zu finster und die Schatten, die das Ungemach wirft, einen Tick zu lang. Doch die Brillanz, mit der Scorsese das alles inszeniert, ist trotz aller Einwände bewundernswert und macht aus ‚Shutter Island‘ einen absolut sehenswerten Film.“

„Mit wabernden Nebelschwaden und anderen klassischen Gruselfilmstilmitteln erzeugt Scorsese eine verblüffende Künstlichkeit, die rückblickend – und das ist der grandiose Clou von Shutter Island – völlig plausibel wird. Dazu trägt auch Scorseses Stammschauspieler Leonardo DiCaprio entscheidend bei. Seine zunehmend panische Darbietung wirkt wie die erschreckende Personifikation der Politparanoia, die in den USA der 50er-Jahre herrschte. Auch aufgrund dieser Vielschichtigkeit sehr sehenswert! […] Auf dieser Reise in die Finsternis zeigt sich das ‚Departed‘-Duo Scorsese und DiCaprio in Bestform.“

„Suggestiver Horror-Thriller, der Genremuster und filmgeschichtliche Anleihen virtuos zu einem doppelbödigen Spiel zwischen Wahn und Wirklichkeit verwebt und über Gewaltverhältnisse reflektiert, die wie ein unentrinnbarer Fluch persönliche Schicksale, aber auch die jüngere Geschichte prägen. So sehr die atmosphärisch dichte Inszenierung auch fesselt, bleibt der Film in seiner Aussage eher vage.“

## Auszeichnungen
Satellite Awards
- 2010: Nominiert: Bestes Szenenbild für Dante Ferretti, Max Biscoe, Robert Guerra und Christina Ann Wilson
- 2010: Nominiert: Beste Kamera für Robert Richardson
- 2010: Nominiert: Bester Schnitt für Thelma Schoonmaker
- 2010: Nominiert: Bester Tonschnitt für Phillip Stockton, Eugene Gearty, Tom Fleischman und Petur Hliddal

Casting Society of America
- 2010: Nominiert: Bestes Casting in einem Drama mit hohem Budget für Carolyn Pickman und Ellen Lewis

Chicago Film Critics Association Awards
- 2010: Nominiert: Beste Kamera für Robert Richardson

Phoenix Film Critics Society Awards
- 2010: Nominiert: Bester Film
- 2010: Nominiert: Bester Schnitt für Thelma Schoonmaker

National Board of Review of Motion Pictures
- 2010: Gewinner: Bestes Szenenbild für Dante Ferretti

Las Vegas Film Critics Society Awards
- 2010: Nominiert: Bester Schnitt für Thelma Schoonmaker

San Diego Film Critics Society Awards
- 2010: Gewinner: Bestes Szenenbild für Dante Ferretti
- 2010: Nominiert: Beste Kamera für Robert Richardson
- 2010: Nominiert: Bestes adaptiertes Drehbuch für Laeta Kalogridis

Teen Choice Awards
- 2011: Gewinner: Bester Schauspieler – Horror oder Thriller für Leonardo DiCaprio
- 2011: Nominiert: Beste Schauspielerin – Horror oder Thriller für Michelle Williams
- 2011: Nominiert: Bester Film – Horror oder Thriller

Online Film Critics Society Awards
- 2011: Nominiert: Beste Kamera für Robert Richardson

Saturn Awards
- 2011: Nominiert: Bester Film – Horror oder Thriller
- 2011: Nominiert: Bester Hauptdarsteller für Leonardo DiCaprio
- 2011: Nominiert: Bester Nebendarsteller für Mark Ruffalo
- 2011: Nominiert: Beste Regie für Martin Scorsese
- 2011: Nominiert: Bestes Szenenbild für Dante Ferretti

Central Ohio Film Critics Association
- 2011: Nominiert: Schauspieler des Jahres für Leonardo DiCaprio

Empire Awards
- 2011: Nominiert: Bester Thriller

Cinema Audio Society
- 2011: Nominiert: Bester Tonschnitt für Tom Fleischman und Petur Hliddal